# 扬·德里森
扬·德里森（荷蘭語：Jan Driessen，1996年12月4日—），荷兰男子篮球运动员，曾在2014年至2017年间效力于ZZ來登俱乐部。他曾代表荷兰参加2024年夏季奥林匹克运动会三人篮球比赛，获得一枚金牌。